# Daniłowo (gromada)
Daniłowo – dawna gromada, czyli najmniejsza jednostka podziału terytorialnego Polskiej Rzeczypospolitej Ludowej w latach 1954–1972.
Gromady, z gromadzkimi radami narodowymi (GRN) jako organami władzy najniższego stopnia na wsi, funkcjonowały od reformy reorganizującej administrację wiejską przeprowadzonej jesienią 1954 do momentu ich zniesienia z dniem 1 stycznia 1973, tym samym wypierając organizację gminną w latach 1954–1972.
Gromadę Daniłowo z siedzibą GRN w Daniłowie utworzono – jako jedną z 8759 gromad na obszarze Polski – w powiecie ostrowskim w woj. warszawskim, na mocy uchwały nr VI/10/11/54 WRN w Warszawie z dnia 5 października 1954. W skład jednostki weszły obszary dotychczasowych gromad Daniłowo, Daniłowo parcele, Daniłówka I, Gaczkowo, Złotoria Nowa i Złotoria Stara ze zniesionej gminy Orło oraz obszar dotychczasowej gromady Kańkowo-Piecki ze zniesionej gminy Zaręby Kościelne w tymże powiecie. Dla gromady ustalono 12 członków gromadzkiej rady narodowej.
31 grudnia 1959 z gromady Daniłowo wyłączono wsie Gaczkowo, Kańkowo-Piecki, Złotoria Nowa i Złotoria Stara, włączając je do gromady Zaręby Kościelne w tymże powiecie, po czym gromadę Daniłowo zniesiono a jej (pozostały) obszar włączono do gromady Orło tamże.